# Anthoflata ingae
Anthoflata ingae är en insektsart som beskrevs av Ronald Gordon Fennah 1947. Anthoflata ingae ingår i släktet Anthoflata och familjen Flatidae.
Artens utbredningsområde är Grenada. Inga underarter finns listade i Catalogue of Life.